# Karolówka (szczyt)
Karolówka (931 m n.p.m.) – mało wyróżniające się w terenie wzniesienie w Beskidzie Śląskim, w głównym wododziale Polski (rozdzielającym dorzecza Wisły i Odry), ok. 3,2 km na południowy zachód od szczytu Baraniej Góry, na granicy Wisły, Istebnej i Kamesznicy. Jest ważnym punktem zwornikowym w grzbiecie Beskidu Śląskiego, który rozdziela się tu na dwa główne pasma: Pasmo Stożka i Czantorii oraz Pasmo Baraniej Góry i Skrzycznego.
Północno-zachodni i porośnięty lasem stok Karolówki opada do Czarnej Wisełki, w południowo-wschodnim tworzy krótki, trawiasty grzbiecik oddzielający źródłowy ciek potoku Karolówka i jego dopływu.

## Szlaki turystyczne
Karolówka jest ważnym węzłem znakowanych szlaków turystycznych. Stokami Karolówki biegnie na Baranią Górę szlak niebieski ze Zwardonia i zielony z Istebnej. Kończy się tu szlak żółty z Kamesznicy oraz krótki szlak łącznikowy czarny do Głównego Szlaku Beskidzkiego szlaku czerwonego.
 i  na Baranią Górę (1h 30min) przez Schronisko PTTK na Przysłopie (30min).
 na Stożek Wielki (4h 30min) przez Kiczory (4h) i przez Istebną – Tartak, PKS (1h 30min.)
 do Zwardonia (3h 45min) przez Koniaków (1h 45min)
 do Kamesznicy (50min)
  na Stecówkę (25min)